# St. Wendelinus (Kirmutscheid)

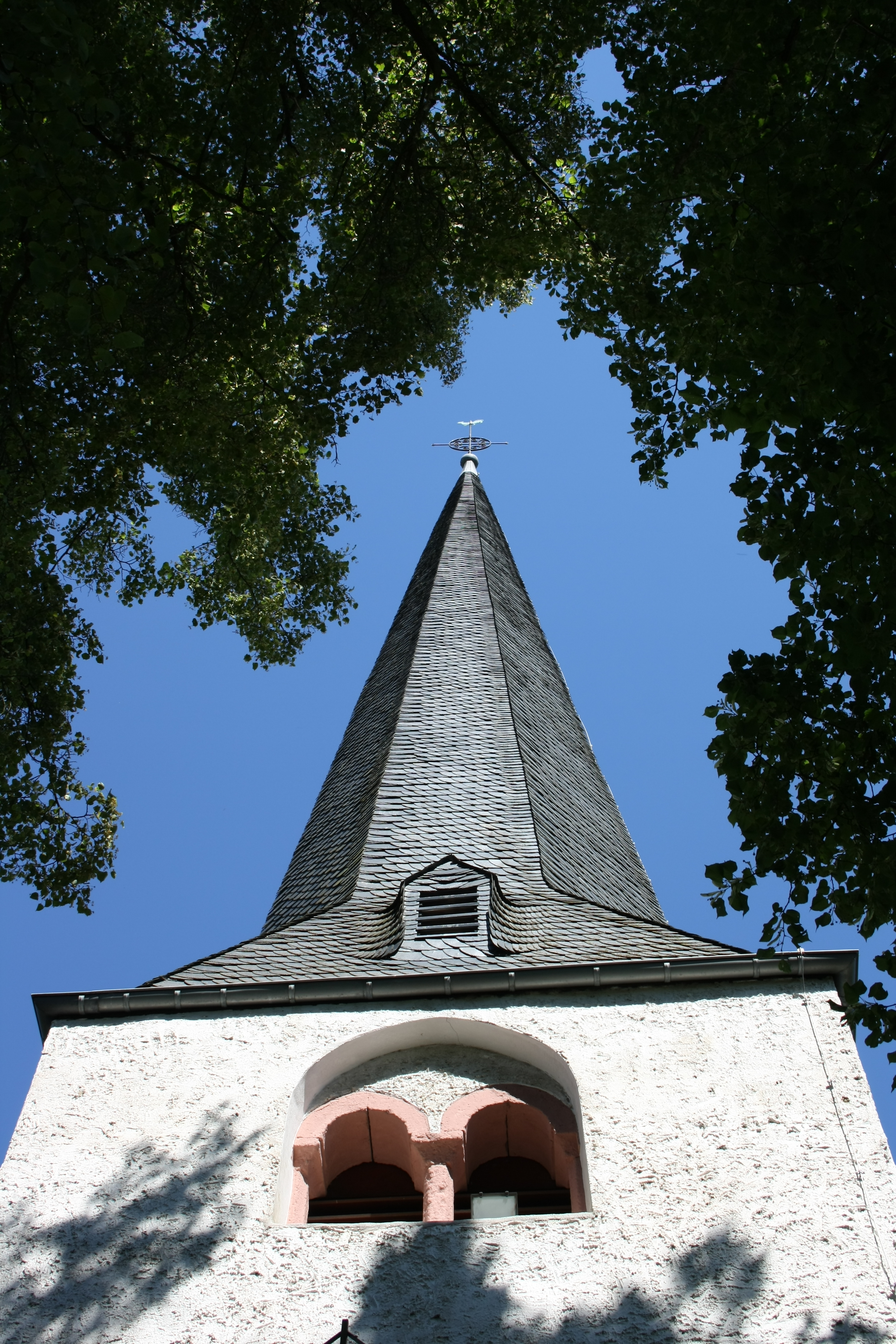
Turm von St. Wendelinus in Kirmutscheid

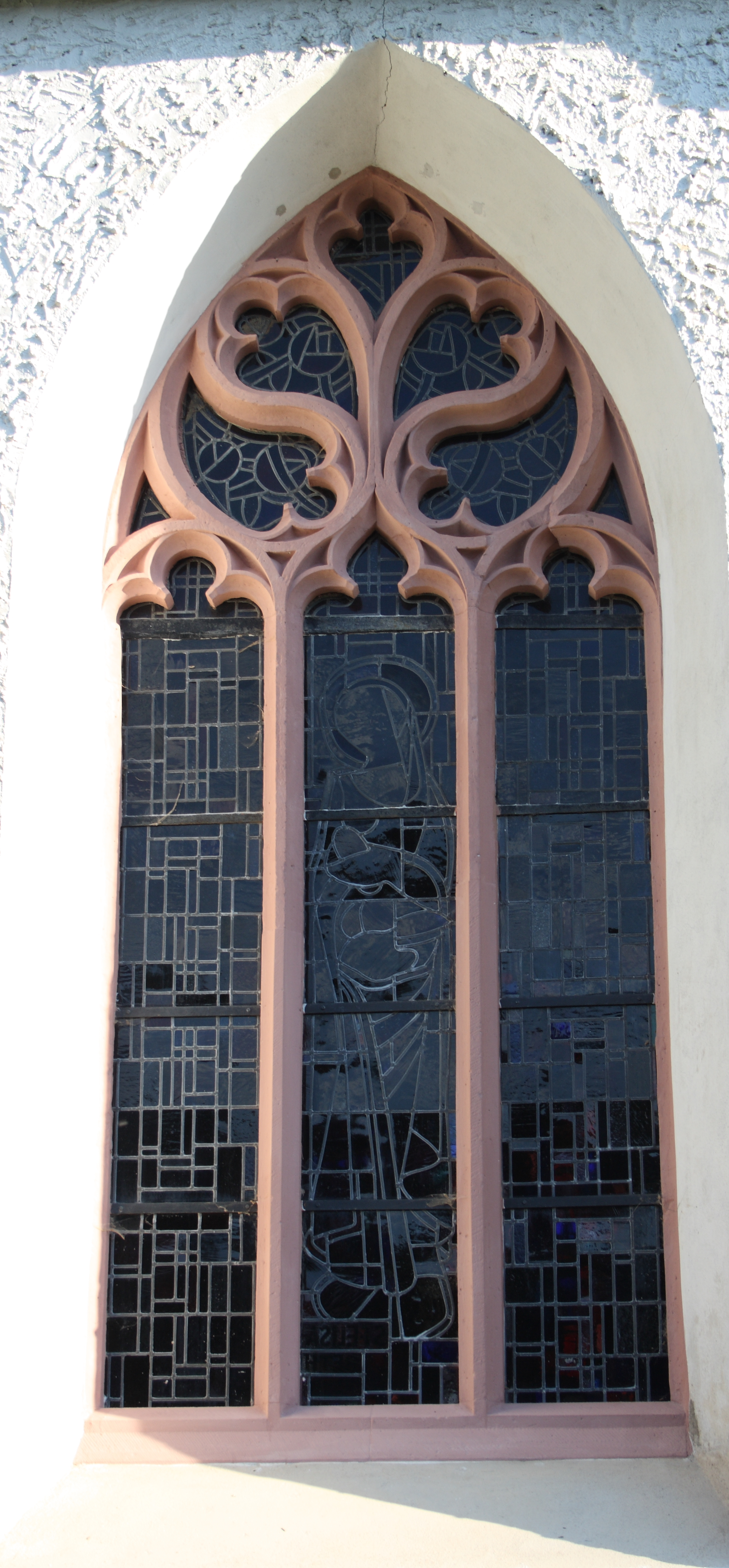
Maßwerkfenster von St. Wendelinus

Die katholische Pfarrkirche St. Wendelinus in Kirmutscheid, einem Ortsteil der Ortsgemeinde Wirft im Landkreis Ahrweiler in Rheinland-Pfalz, wurde bereits im Mittelalter errichtet. Die Kirche liegt mit dem ehemaligen Pfarrhaus und der Schule einsam auf einem Hügel zwischen Wirftbach und dem in die Ahr einmündenden Trierbach. Die von einem Friedhof umgebene Kirche, dem heiligen Wendelin geweiht, ist ein geschütztes Kulturdenkmal.

## Geschichte
Graf Gerhard von Are übertrug 1224 die Pfarrrechte von Kirmutscheid an die Johanniter in Adenau. Im Liber valoris des 14. Jahrhunderts wird die Kirche nicht genannt. 1403 wird urkundlich ein Pfarrer erwähnt und um 1400 wurde unter Verwendung älterer Teile ein Neubau ausgeführt.

## Architektur
Der heute verputzte und weiß getünchte Bruchsteinbau besteht aus einem quadratischen, aus der Achse südlich verschobenen Westturm mit Vorhalle (um 1700 errichtet), einem breiten Kirchenschiff und einem dreiseitig geschlossenen Chor mit östlich angebauter Sakristei.
Der Turm besitzt an seiner Südseite ein zweiteiliges Spitzbogenfenster mit Fischblasenmaßwerk. In der Glockenstube sind gekuppelte rundbogige Doppelöffnungen auf gekehlten Pfeilern.
An den Schiffswänden, durch Strebepfeiler gegliedert, befinden sich an der Südseite zwei zweiteilige Maßwerkfenster und an der Nordseite ein einfaches Spitzbogenfenster. Die höheren Chormauern haben auf beiden Seiten dreiteilige Fenster mit Fischblasenmaßwerk. Turm, Schiff und Chor besitzen ein Sterngewölbe mit schönen Schlusssteinen.

## Ausstattung
Der barocke Altar (17. Jahrhundert) stammt aus der Wallfahrtskapelle Müllenwirft, er besitzt ein Gnadenbild aus dem 16. Jahrhundert. Daneben stehen Holzskulpturen von Johannes dem Täufer und dem heiligen Wendelin aus dem 17. Jahrhundert.

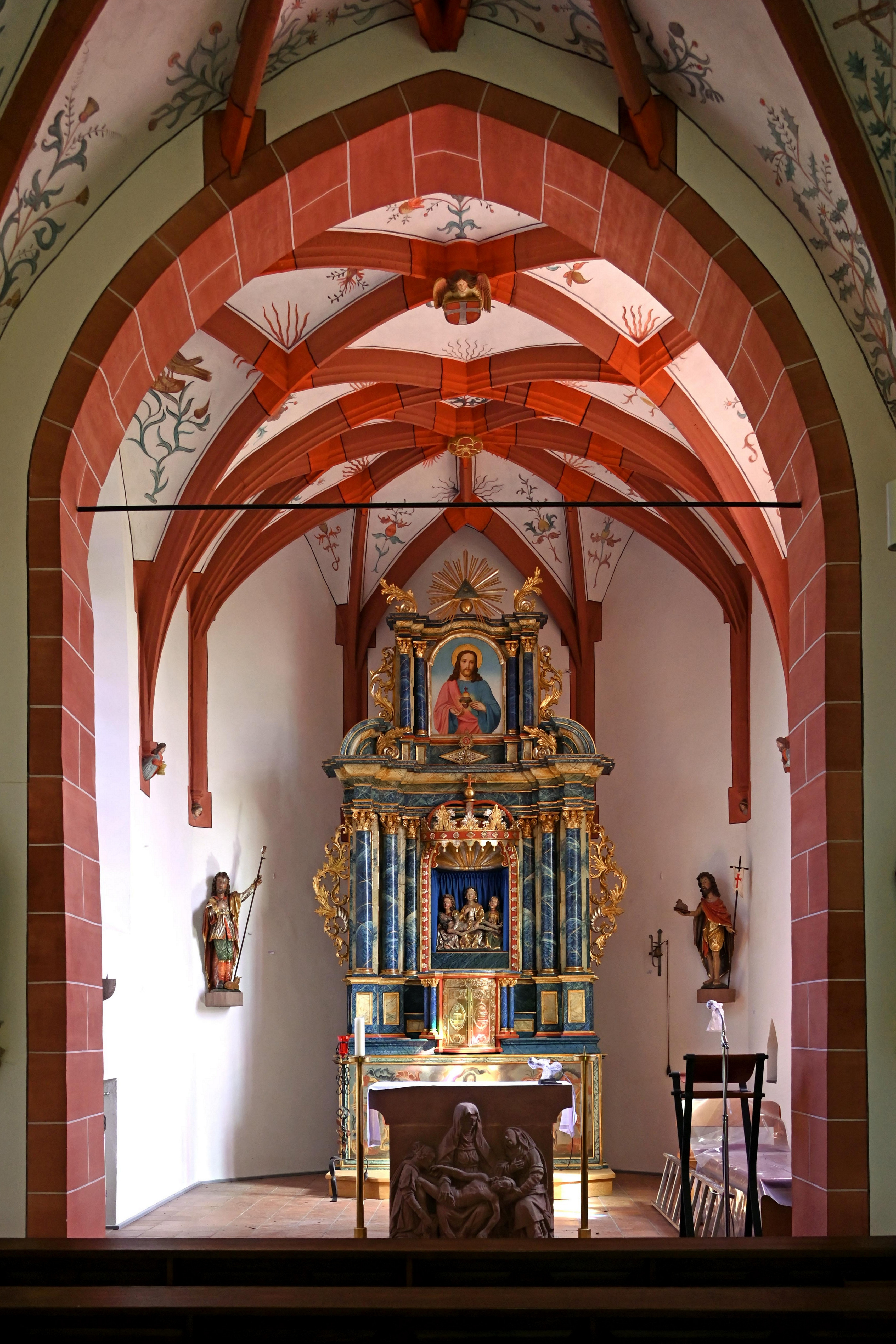
Hochaltar (17. Jahrhundert)
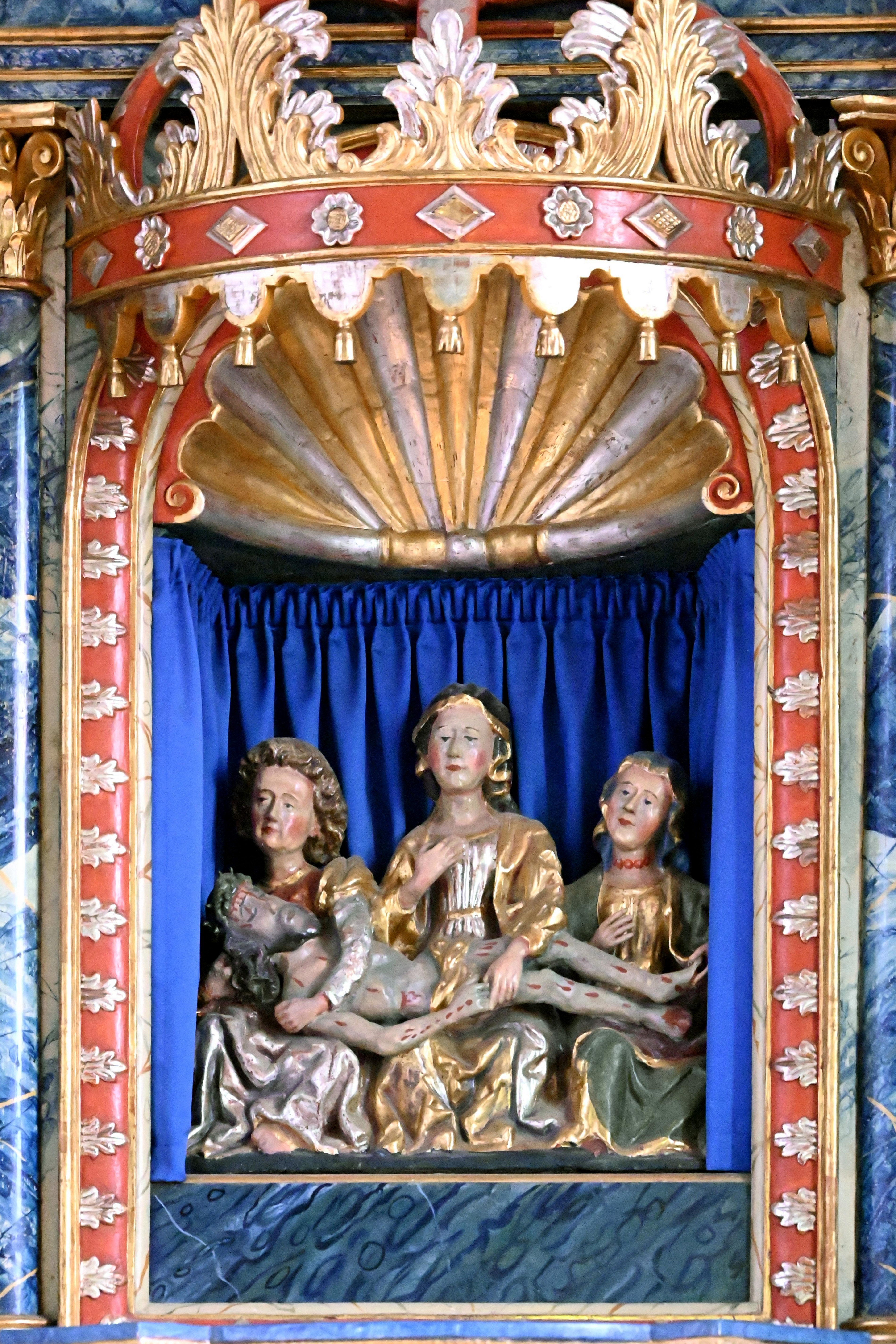
Gnadenbild (16. Jahrhundert)
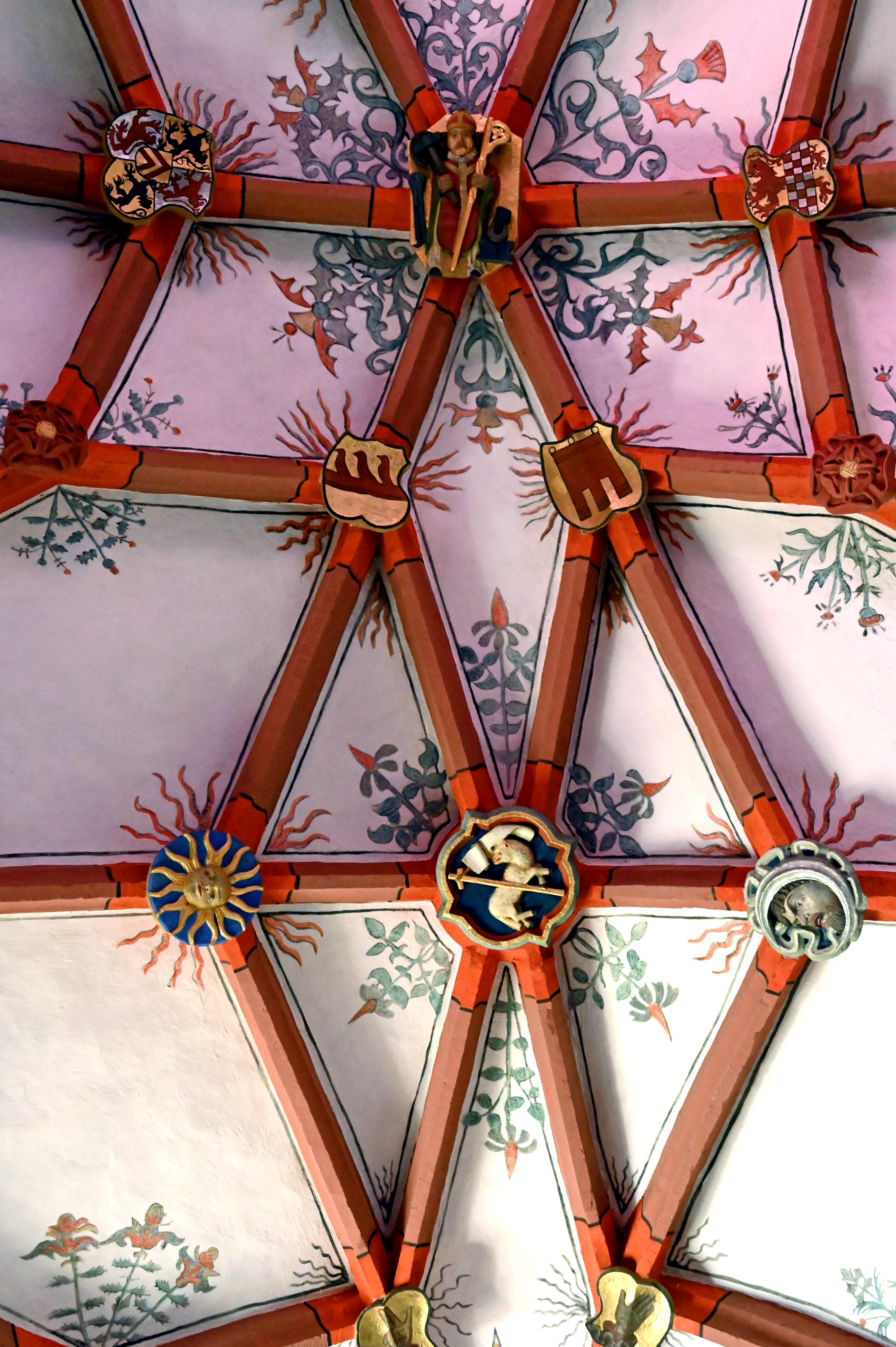
Gotisches Gewölbe

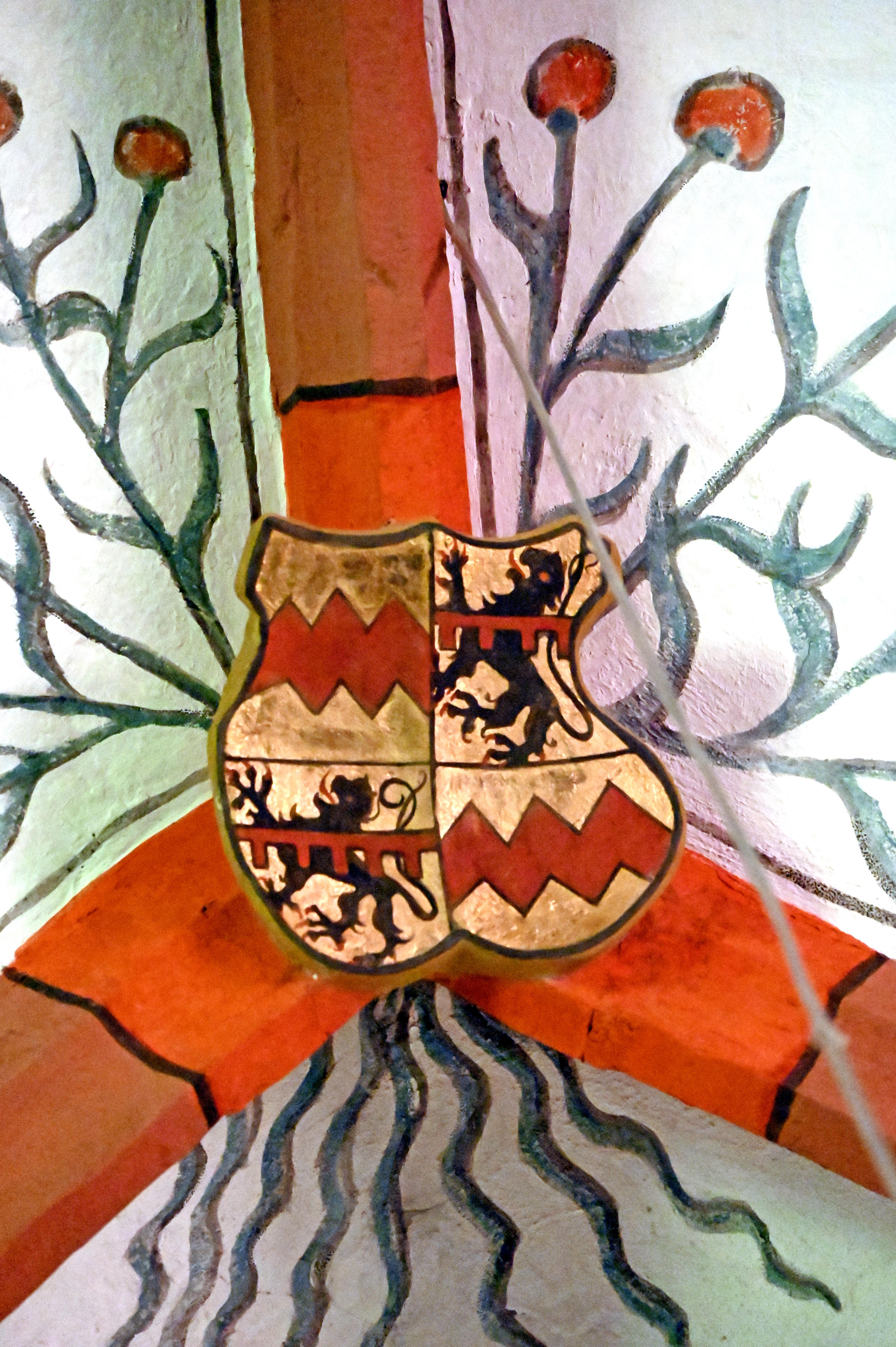
Schlussstein
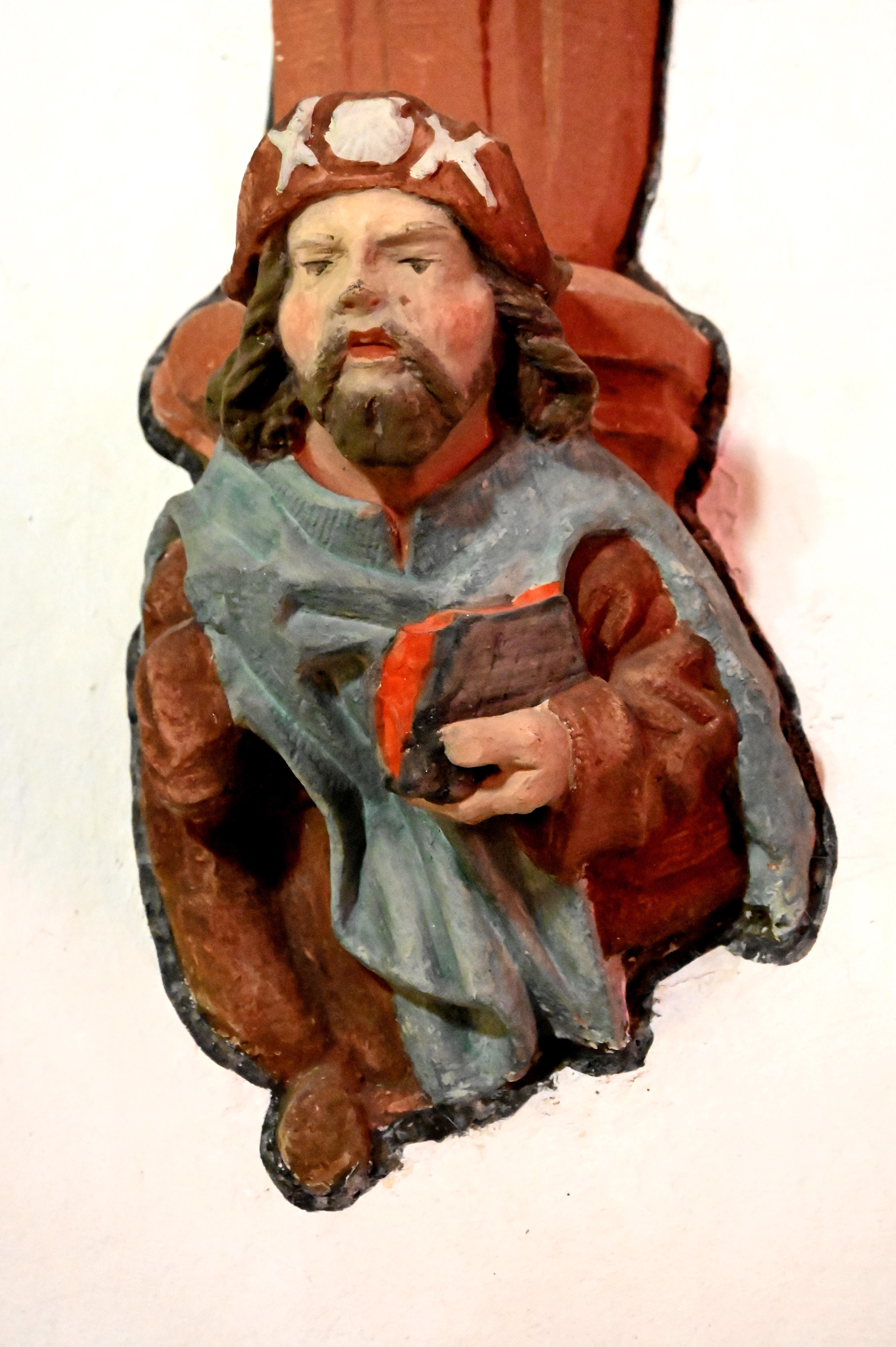
Konsolenfigur
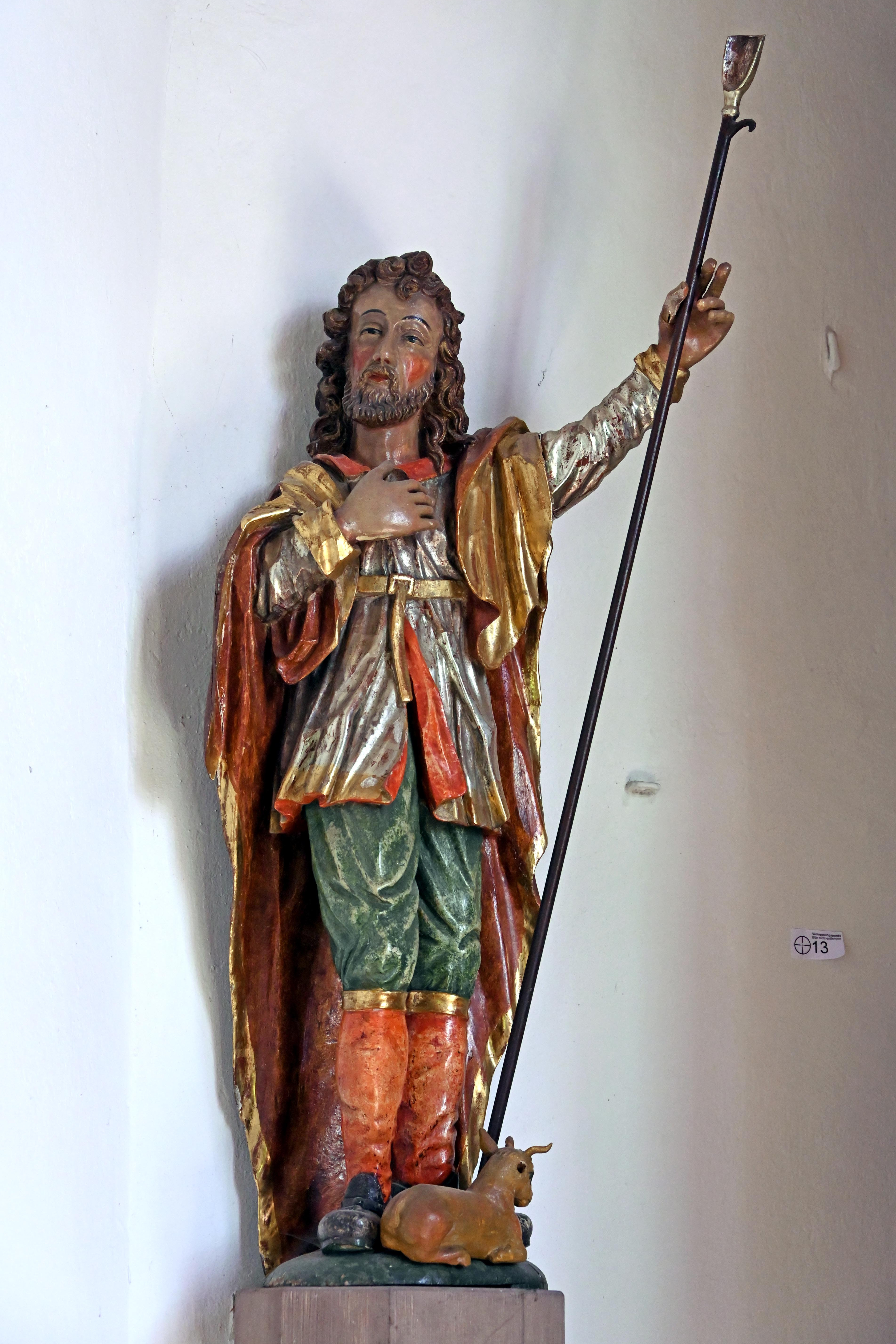
Statue St. Wendelinus